# Neoergasilus japonicus
Neoergasilus japonicus är en kräftdjursart som först beskrevs av Hiroshi Harada 1930.  Neoergasilus japonicus ingår i släktet Neoergasilus och familjen Ergasilidae. Inga underarter finns listade i Catalogue of Life.